# 三星Galaxy A32
三星 Galaxy A32 是一款由三星电子开发和制造的中端 Android 智能手机。它是Galaxy A31的继任者。这款手机与其前身类似，但配备了升级的 64 MP 主摄像头。这款手机还配备了5G版本，摄像头和屏幕略微精简（48 MP 主摄像头和 PLS TFT 显示屏），但处理器速度更快。